# Alexey Rybalkin
Alexey Rybalkin (Taganrog, 16 de noviembre de 1993) es un ciclista ruso que es profesional desde 2012.

## Palmarés
2012 (como amateur)
- Vuelta al Bidasoa, más 2 etapas

## Resultados en Grandes Vueltas
| Carrera | Carrera         | 2012 | 2013 | 2014 | 2015 | 2016  | 2017 | 2018 | 2019 | 2020 |
| ------- | --------------- | ---- | ---- | ---- | ---- | ----- | ---- | ---- | ---- | ---- |
|         | Giro de Italia  | —    | —    | —    | —    | 106.º | —    | —    | —    | —    |
|         | Tour de Francia | —    | —    | —    | —    | —     | —    | —    | —    | —    |
|         | Vuelta a España | —    | —    | —    | —    | —     | —    | —    | —    | —    |

—: no participa

Ab.: abandono